# Svante Lindqvist (riksspelman)
Nils Svante Lindqvist, född 27 oktober 1957 i Malmberget, Norrbottens län (Lappland), är en svensk musiker och dramatiker. Han är en av medlemmarna i J.P. Nyströms orkester och blev riksspelman 19 juni 1977. Lindqvist är även civilingenjör och tog examen vid Kungliga Tekniska högskolan 1982.
Hans mest kända verk som dramatiker är teatermonologen Mannen från Malmberget, en ofta spelad enaktare som Göran Forsmark under många år framfört på många platser i Sverige och Finland i Kjell Sundvalls regi. En uppföljarpjäs heter Mannen från Malmberget återvänder. Båda pjäserna har senare producerats för television. Del två fick då namnet Åter till Malmberget och regisserades av Allan Svensson. Bland övriga verk finns monologen Fyra män från förr och radioteatern Ulkojärvi närradio, skriven tillsammans med bland annat Mikael Niemi i regi av Hasse Alatalo.
Lindqvist har också gett ut en novellsamling med berättelser som utspelar sig omkring Malmberget, Än kan man köpa en Portello på Sporthallsfiket. Den första boken skrevs dock 1988 tillsammans med kollegan i firma Diversekultur HB, Lars Hedström samt fotografen Ulf Owenede och har titeln Vickes Värld. Lindqvist förekommer i ett flertal antologier med noveller och berättelser. Av enskilda verk är kanske Monologerna på Jennys Krog den mest spridda. I maj 2017 kom hans novellsamling "Övertoner" ut på förlaget Ordfirman.
Lindqvist var värd i Sommar i P1 den 4 augusti 2020.

## Priser och utmärkelser
- H.M. Konungens medalj i guld av 8:e storleken (2020) för framstående insatser som musiker och dramatiker.[7]
- Hedersdoktorat vid Luleå tekniska universitet 2016[8]
- Kari Marklunds Stipendium 2013
- Ragnar Lassinanttis Kulturpris 2013
- Norrbottensakademiens utmärkelse Anisbrödet 2011
- Zorns Guldmärke för ”Mästerligt, Stilenligt och Personligt spel av låtar från Norrbotten” 2011
- Burträsksvängens hedersspelman 2002
- Olof Högberg-plaketten 2000
- Luleå kommuns kulturstipendium 1999
- Norrbottens läns landstings stora kulturstipendium Rubus arcticus 1997
- Norrbottens läns landstings kulturstipendium 1983 (tillsammans med J.P. Nyströms)
- Gällivare kommuns kulturstipendium (tillsammans med J.P. Nyströms)
- Hedersmedlem Norrbottens spelmansförbund